# Al Hasan Ibn Zayd Al 'Alawî
 (octobre 2017).
Si vous disposez d'ouvrages ou d'articles de référence ou si vous connaissez des sites web de qualité traitant du thème abordé ici, merci de compléter l'article en donnant les références utiles à sa vérifiabilité et en les liant à la section « Notes et références ».
Al Hasan Ibn Zayd Ibn Muhammad Ibn Ismâ'îl Ibn Al Hasan Ibn Zayd Ibn Al Hasan Ibn 'Alî Ibn Abî Tâlib Al 'Alawî (الحسن ابن زيد ابن محمد ابن اسماعيل ابن الحسن ابن زيد ابن الحسن ابن علي ابن ابي طالب العلوي) est un Imam de Ahl al-Bayt ayant fondé la dynastie dite des Alavides, d'obédience zaydite, dans la région du Tabarestan en 864. Il fut surnommé Ad Dâ'î Ul Kabîr (le plus grand missionnaire). Il régna jusqu'à sa mort en 884.

## Biographie
À partir des années 860, la province du Khorassan était gouvernée par le tahiride Muhammad Ibn 'Abdi Llâh Ibn Tâhir pour le compte des Abbassides. Ce dernier délégua son frère Sulaymân Ibn 'Abdi Llâh Ibn Tâhir afin de gérer les départements du Tabaristan et du Gorgan qui, comme ses prédécesseurs, instaura une politique ferme ainsi qu'une forte imposition sur la population, ce qui continua d'alimenter les ressentiments des autochtones à l'encontre des Tahirides. En conséquence de cela, une rébellion éclata en 864 dans les villes de Royan, Kalar et Chaloos, menés par deux fils de Rostam. Tandis qu'il vivait à Rayy, les rebelles sollicitèrent Al Hasan Ibn Zayd pour les conduire, et s'allièrent à leurs voisins Daylamites. Al Hasan Ibn Zayd, qui prit le surnom de " Ad Dâ'î Ila-l-Haqq " (Celui qui appelle à la vérité), fut alors reconnu comme Imam par une partie de la population locale et obtint même l'allégeance du roi Justanide du Daylam, Vasudan Ibn Marzuban.
Malgré le succès rapide de la rébellion qui conduisit à l'établissement d'un Califat Alide (appelé populairement " Imamat ") dans la région, le règne de Hasan Ibn Zayd fut régulièrement perturbé par des invasions répétées, et fut plusieurs fois forcé de chercher refuge au Daylam. Il fut ainsi chassé du Tabaristan en 865 par Sulaymân Ibn 'Abdi Llâh, mais parvint tout de même a récupérer la région la même année.
Un autre soulèvement Alide a eu lieu la même année à Qazvin et Zanjan, dirigé par Husayn Ibn Ahmad Al Kawkabi et appuyé par les Justanides, mais fut réprimé deux ans plus tard par le général abbasside Musa ibn Bugha. Al Hasan Ibn Zayd fut de nouveau contraint de se retirer au Daylam par le général abbasside Muflih en 869, mais celui-ci se retira avec ses troupes peu de temps après, ne parvenant pas à stabiliser la situation. En 874, Al Hasan Ibn Zayd entra en conflit avec Ya'qûb As Saffâr pour avoir abrité un des ennemis de ce dernier, à savoir 'Abdallah As Sijzi. Ya'qûb envahit alors le Tabaristan et triomphe des forces Zaydites à Sari, forçant une fois de plus Al Hasan Ibn Zayd à fuir vers les montagnes du Daylam. Néanmoins, l'armée de Ya'qûb fut rapidement embourbée par des pluies torrentielles et subit de nombreuses pertes à la suite de maladies et de difficultés de ravitaillement, n'étant pas habituée au climat subtropical du Tabaristan, ce qui força alors l'ensemble des troupes à se retirer de la région peu après.
Dans la lutte complexe pour le contrôle du Khorassan opposant Abu Talha ibn Mansur Sharkab et Ahmad ibn Abdallah al-Khujistani, Al Hasan Ibn Zayd choisit de s'allier avec le premier. Ils furent tous deux vaincu en 878/879 lorsque al-Khujistani conquit Nishapur. Plus tard, exploitant les troubles récurrents de la région, Al Hasan Ibn Zayd aussi parvint à prendre le contrôle d'un territoire allant du Gurgan jusqu'à l'est du Khorassan en 867, et étendit temporairement son influence sur certaines régions voisines telles que : Rayy (864-865, 867, 870 et 872), Qazvin (865-868) et Qûmis (873-879).
Il mourut à Amol en 884 (270 h.) et y fut enterré. Son frère Muhammad Ibn Zayd Al Qâ°im lui succéda à la tête du Califat.